# Diaphorus vitripennis
Diaphorus vitripennis är en tvåvingeart som beskrevs av Friedrich Hermann Loew 1859. Diaphorus vitripennis ingår i släktet Diaphorus och familjen styltflugor. Inga underarter finns listade i Catalogue of Life.